# إيفان نوسكوف
إيفان نوسكوف (بالروسية: Носков, Иван Сергеевич) مواليد 16 يوليو 1988 في أوبلاست كورغان، الجمهورية الروسية السوفيتية الاتحادية الاشتراكية، الاتحاد السوفيتي، هو متسابق مشي روسي. فاز بالبرونزية في سباق 50 كم مشي في بطولة أوروبا لألعاب القوى 2014.

## سجل المنافسة
| العام      | المسابقة                       | المكان            | المركز     | حدث            | ملاحظة     |
| يمثل روسيا | يمثل روسيا                     | يمثل روسيا        | يمثل روسيا | يمثل روسيا     | يمثل روسيا |
| ---------- | ------------------------------ | ----------------- | ---------- | -------------- | ---------- |
| 2012       | كأس العالم لسباق المشي 2012    | سارانسك، روسيا    | 19         | 50كم           | 3:55:16    |
| 2013       | كأس أوروبا لسباق المشي 2013    | دودينتس، سلوفاكيا | 3          | 50 كم          | 3:45:31    |
| 2013       | كأس أوروبا لسباق المشي 2013    | دودينتس، سلوفاكيا | 1          | الفريق - 50 كم | 12 نقطة    |
| 2013       | بطولة العالم لألعاب القوى 2013 | موسكو، روسيا      | 7          | 50كم           | 3:41:36    |
| 2014       | كأس العالم لسباق المشي 2014    | الصين             | 2          | 50كم           | 3:39:38    |
| 2014       | بطولة أوروبا لألعاب القوى 2014 | زيورخ، سويسرا     | 3          | 50 كم          | 3:37:41    |
| 2015       | كأس أوروبا لسباق المشي 2015    | مرسية، إسبانيا    | 2          | 50 كم          | 3:43:57    |
| 2015       | كأس أوروبا لسباق المشي 2015    | مرسية، إسبانيا    | 1          | 50 كم - الفريق | 8 نقطة     |

## روابط خارجية
- إيفان نوسكوف على موقع الاتحاد الدولي لألعاب القوى (الإنجليزية)